# Javier Manterola

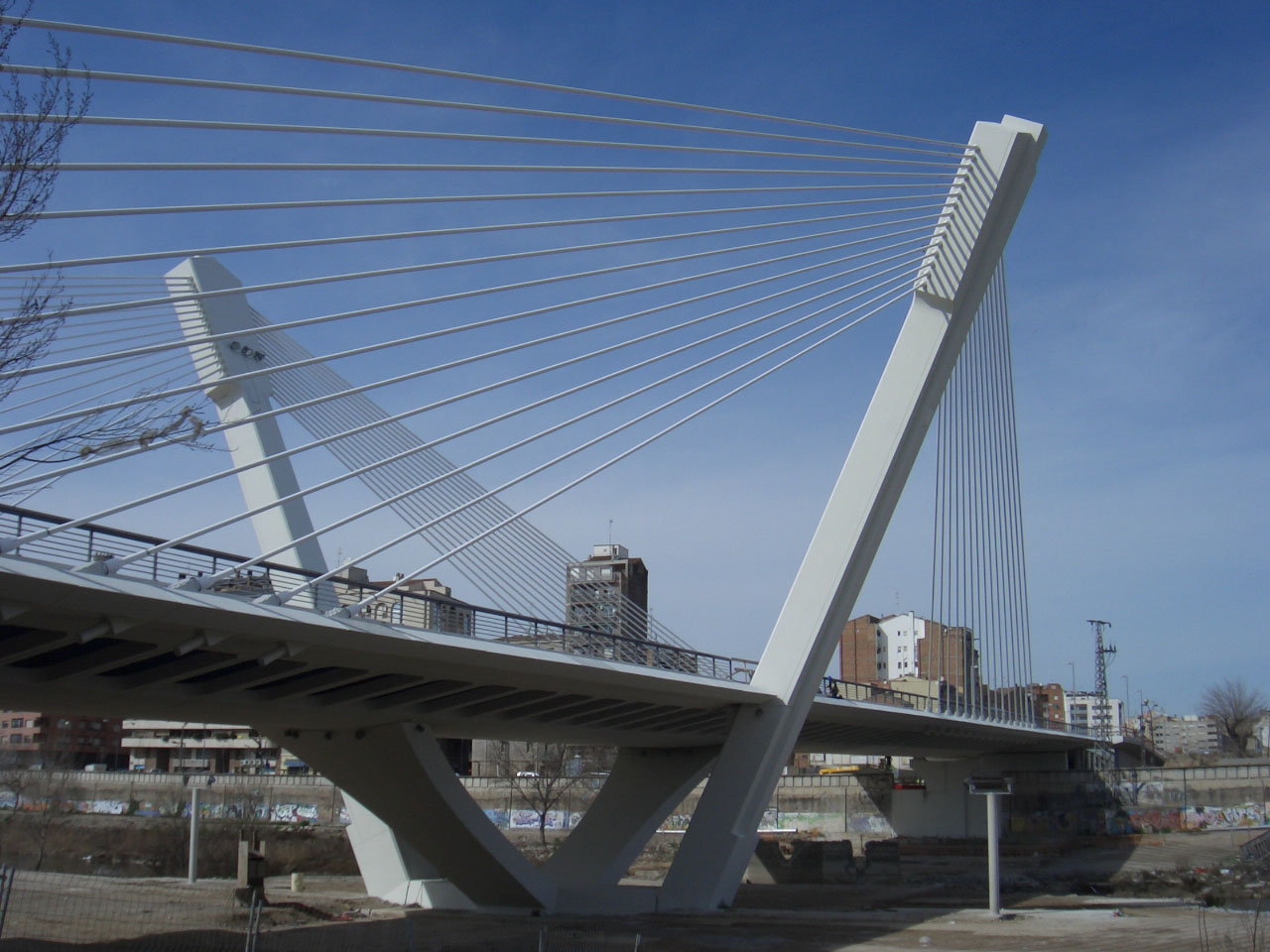
Puente del Príncipe de Viana en Lérida.

Javier Manterola Armisén (Pamplona, 17 de junio de 1936 - Tres Cantos, 12 de mayo de 2024) fue un ingeniero de caminos español (promoción de 1962) y catedrático de la Escuela Superior de Ingenieros de Madrid particularmente famoso por su trabajo como proyectista de puentes en la firma Carlos Fernández Casado. Autor de numerosos y variados proyectos, en colaboración con múltiples arquitectos españoles como Rafael Moneo, ganó a lo largo de su desempeño profesional varios galardones como el Premio Príncipe de Viana de la Cultura o el Premio Nacional de Ingeniería del Ministerio de Fomento. Era miembro de la Real Academia de Bellas Artes de San Fernando desde diciembre de 2006.

## Proyectos de puentes más significativos
Su obra más conocida probablemente sea el puente de la Constitución de 1812, inaugurado el 24 de septiembre de 2015 y que es el mayor acceso a la ciudad de Cádiz. Destaca especialmente su puente Ingeniero Carlos Fernández Casado, con el que la AP-66 salva el embalse de Barrios de Luna en la provincia de León, que fue récord mundial en varias categorías, siendo aún el segundo de mayor vano en España, precisamente tras el puente de la Constitución.
Autor de múltiples puentes en Zaragoza, en él recayó el diseño del puente Manuel Giménez Abad en la Z-30 y de los acueductos del Barranco de la Muerte con los cuales el canal Imperial de Aragón salva dicha vía. Con motivo de la Expo 2008, ideó proyecto de la pasarela del Voluntariado. Proyectó también el puente por el cual la LAV Madrid-Barcelona cruza el Ebro a la altura de Osera de Ebro. También proyectó el viaducto ferroviario de Contreras, y el viaducto del embalse de Alcántara, que sirven a la línea de alta velocidad Madrid-Levante y a la futura línea de alta velocidad Madrid-Extremadura respectivamente.
Es también autor del puente de Andalucía sobre el Guadalquivir en Córdoba y del puente de las Delicias de Sevilla. En Vizcaya, es autor del puente Euskalduna sobre la ría de Bilbao, del puente del Corredor del Ballonti sobre el río Galindo y de varios puentes de la autopista Supersur. Es responsable también del puente de Práxedes Mateo Sagasta en Logroño, del puente Puente Ingeniero Carlos Fernández Casado en la Provincia de León, del puente de Príncipe de Viana en Lérida,  de la pasarela del Malecón en Murcia y del puente atirantado de Langreo en Asturias. En Lorca construyó la llamada pasarela Manterola, una pasarela de doble calzada oval sobre el río Guadalentín.
En su Navarra natal es autor de puentes en Castejón, el puente de la AP-15 sobre el Ebro, puentes en Zizur, Estella y Puente la Reina o el puente de El Vergel en Pamplona.
En Valladolid, construyó la tercera pasarela peatonal sobre el río Pisuerga que comunica el barrio Arturo Eyries y el Polideportivo Pisuerga con el callejón de la Alcoholera, en el ensanche sur de la ciudad.
En 1998 colaboró en el diseño del puente de Ventas, en Madrid. En 2013 se inaugura en la ciudad de Zamora el puente de los Poetas.
Entre las obras más destacadas de Javier Manterola se encuentra la Pasarela sobre el Manzanares en Madrid, inaugurada en 2003 y desmantelada en 2005 debido al soterramiento de la M-30. Esta estructura peatonal, caracterizada por su diseño curvo en forma de "X" y su sistema de cables suspendidos desde un pilono central, fue considerada una escultura urbana por su combinación de funcionalidad y estética. Con un coste de 5,5 millones de euros, la pasarela conectaba el Paseo de la Virgen del Puerto con la Avenida del Manzanares, pero tras su desmontaje, sus 858 toneladas de acero permanecen almacenadas en Algete, a la espera de una posible reubicación cerca del estadio Metropolitano.

### Rehabilitación de puentes históricos
Manterola partició también en múltiples proyectos de restauración de puentes históricos, como el del puente Nuevo de Murcia (2001-2003) en el que un puente urbano cerrado al tráfico por motivos estructurales fue transformado en peatonal intentando conservar al máximo la estructura original durante la restauración. Dirigió obras en el puente de los Franceses en Madrid. En Zaragoza diseñó la reforma del puente de la Almozara cuando este abandonó su uso ferroviario y la restauración y ampliación del puente de Nuestra Señora del Pilar con la construcción de nuevas pasarelas para vehículos.

## Premios y reconocimientos profesionales[3]
- Premio Sercometal (1974).
- Premio Convención Europea de Construcciones Metálicas (1975).
- Medalla de Honor de la Asociación española de Hormigón pretensado (1978).
- Medalla de Honor del Colegio de Ingenieros de Caminos, Canales y Puertos (1985).
- Premio Construmat a la mejor obra de ingeniería civil (1985).
- Premio de Arquitectura y Urbanismo del Ayuntamiento de Madrid (1987).
- Medalla Ildefonso Cerdá del Colegio de Ingenieros de Caminos de Barcelona.
- Premio Construmat a la mejor obra de ingeniería civil (1993).
- Premio de los Colegios de Arquitectos e Ingenieros de Caminos (1994)
- Medalla Ildefonso Cerdá (1995).
- Premio Construmat a la mejor obra de ingeniería civil (1995).
- Premio Brunel del Concurso Internacional de Diseño en Copenhague (1996).
- Medalla de la Federación Internacional de Pretensado (1996).
- Premio Nacional de Ingeniería Civil (2001).
- Premio de la Universidad Politécnica de Madrid (2001).
- Premio Grupo Español IABSE (2002).
- Premio de la Cámara Chilena de Construcción (2003).
- Premio Construmat a la mejor obra de ingeniería civil (2004).
- Premio Príncipe de Viana de la Cultura de la Diputación Foral de Navarra (2005).
- Premio de Investigación García Cabrerizo (2006)
- Premio IABSE 2006
- Premio Periodistas de Navarra (2016)